# Nicolas Šumský
Nicolas Šumský (* 13. listopadu 1993, Hradec Králové) je bývalý český fotbalový záložník a bývalý mládežnický reprezentant. Ve svých jedenácti letech byl považován za fotbalový supertalent.

## Klubová kariéra
Nicolas Šumský začínal s fotbalem ve Vysokém Mýtě. Na jednom zahraničním turnaji jej zaregistroval skaut italského Interu Milán, Šumský ale nakonec odešel do Francie, kde pobýval ve fotbalových akademiích v AS Monaco a AS Cannes. Později odešel do Argentiny, kde hrál v juniorských týmech River Plate a Argentinos Juniors.
Od léta 2011 působil v týmu Bohemians 1905. K prvnímu ligovému zápasu nastoupil za Bohemians 1905 10. září 2011 v zápase proti 1. FC Slovácko, kdy střídal v 50. minutě Lukáše Budínského. Převážně hrál ale za juniorský tým celku z Vršovic.
V létě 2013 dostal nabídku od Bohemians 1905 na prodloužení smlouvy, ale rozhodl se přijmout angažmá v Parma FC. Ročník 2013/14 strávil na hostování ve slovinském klubu ND Gorica. Koncem ledna se vrátil do ČR a posílil divizní SK Vysoké Mýto (4. liga). Po sezoně 2013/14 zamířil z české divize do slovenské Fortuna ligy do klubu FK Dukla Banská Bystrica.
V lednu 2015 přešel do skotského klubu Hamilton Academical, kde podepsal roční kontrakt. Do ledna 2016 byl zapůjčen na hostování do celku Airdrieonians FC.
Poté se vrátil zpět do ČR a přestoupil do FK Dukla Praha, kde sbíral starty ve farmářském týmu FK Benešov.
V létě 2016 se stal posilou druholigového klubu MFK Frýdek-Místek. Následovalo krátké angažmá v Jihlavě a poté návrat do Frýdku-Místku.
V roce 2019 odešel na svoje poslední zahraniční angažmá, když působil na Slovensku v prvoligovém ŠKF Sereď. 
Sezonu 2021/22 strávil v Divizi C v mateřském SK Vysoké Mýto a poté kariéru ukončil.

## Reprezentační kariéra
Šumský hrál za české reprezentační výběry U16, U18 a U19.

## Dopravní nehoda
Začátkem června 2013 měl vážnou dopravní nehodu u Zámrsku na Orlickoústecku. Jeho vůz Fiat 500 narazil do stromu, při havárii zemřela osmnáctiletá spolujezdkyně, jeho přítelkyně. V listopadu 2013 padl verdikt soudu. Šumskému hrozilo 6 let nepodmíněně, ale nakonec dostal dvouletou podmínku. Musel také zaplatit rodině dívky odškodné plus náklady na pohřeb.